# Diaspis carmanica
Diaspis carmanica är en insektsart som beskrevs av Davatchi och Alfred Serge Balachowsky 1956. Diaspis carmanica ingår i släktet Diaspis och familjen pansarsköldlöss.
Artens utbredningsområde är Iran. Inga underarter finns listade i Catalogue of Life.